# Bejaia (flygplats i Algeriet)
Bejaia är en flygplats i Algeriet. Den ligger i den norra delen av landet, 180 km öster om huvudstaden Alger. Bejaia ligger 6 meter över havet.
Terrängen runt Bejaia är huvudsakligen kuperad, men åt nordost är den platt. Havet är nära Bejaia åt nordost.Runt Bejaia är det tätbefolkat, med 286 invånare per kvadratkilometer. Närmaste större samhälle är Béjaïa, 5,0 km norr om Bejaia. I omgivningarna runt Bejaia växer i huvudsak blandskog.